# Liste der Baudenkmale in Scholen
In der Liste der Baudenkmale in Scholen sind alle Baudenkmale der niedersächsischen Gemeinde Scholen aufgelistet. Die Quelle der Baudenkmale ist der Denkmalatlas Niedersachsen. Der Stand der Liste ist der 28. November 2021.

## Allgemein
In den Spalten befinden sich folgende Informationen:
- Lage: die Adresse des Baudenkmales und die geographischen Koordinaten. Kartenansicht, um Koordinaten zu setzen. In der Kartenansicht sind Baudenkmale ohne Koordinaten mit einem roten Marker dargestellt und können in der Karte gesetzt werden. Baudenkmale ohne Bild sind mit einem blauen Marker gekennzeichnet, Baudenkmale mit Bild mit einem grünen Marker.
- Bezeichnung: Bezeichnung des Baudenkmales
- Beschreibung: die Beschreibung des Baudenkmales. Unter § 3 Abs. 2 NDSchG werden Einzeldenkmale und unter § 3 Abs. 3 NDSchG Gruppen baulicher Anlagen und deren Bestandteile ausgewiesen.
- ID: die Objekt-ID des Baudenkmales
- Bild: ein Bild des Baudenkmales, ggf. zusätzlich mit einem Link zu weiteren Fotos des Baudenkmals im Medienarchiv Wikimedia Commons. Wenn man auf das Kamerasymbol klickt, können Fotos zu Baudenkmalen aus dieser Liste hochgeladen werden:

## Scholen

### Einzelbaudenkmale
| Lage                                     | Bezeichnung | Beschreibung | ID       | Bild           |
| ---------------------------------------- | ----------- | --- | -------- | -------------- |
| Dorfstraße 52° 44′ 26″ N, 8° 46′ 4″ O    | Kirche      | Die spätgotische Saalkirche wurde in der zweiten Hälfte des 15. Jahrhunderts errichtet. Ab dem 16. Jahrhundert wurde die Kirche erweitert und mit Malereien, Kanzel und Altar ausgestattet. 1908 wurde die Kirche umfangreich restauriert. | 34441187 | Weitere Bilder |
| Mühlenweg 42 52° 44′ 13″ N, 8° 45′ 42″ O | Windmühle   | Die Galerie-Holländerwindmühle Stelter wurde 1909 anstelle des Vorgängerbaus (Scholener Jungfernmühle) errichtet und 1923 mit einem Elektromotor ausgestattet. 1981 bis 1982 erfolgte eine Sanierung. 2005 wurden die Schindeln ersetzt.   | 34441208 |                |

### Ehemaliges Baudenkmal
| Lage                                                         | Bezeichnung | Beschreibung                                                                                           | ID       | Bild |
| ------------------------------------------------------------ | ----------- | --- | -------- | ---- |
| Nechtelser Straße (Blockwinkel 9) 52° 45′ 6″ N, 8° 46′ 21″ O | Speicher    | Der Fachwerkspeicher wurde 1999 nach Quernheim transloziert und aus dem Denkmalverzeichnis gestrichen. | 34441163 | BW   |

## Anstedt-Bokel

### Einzelbaudenkmale
| Lage                                 | Bezeichnung | Beschreibung                                                                                    | ID       | Bild |
| ------------------------------------ | ----------- | ----------------------------------------------------------------------------------------------- | -------- | ---- |
| Bokel 17 52° 42′ 53″ N, 8° 45′ 35″ O | Backhaus    | Das eingeschossige Fachwerkgebäude steht unter einem Satteldach. Die Giebel kragen jeweils vor. | 34441143 |      |